# CHRNA6
CHRNA6 (англ. Cholinergic receptor nicotinic alpha 6 subunit) – білок, який кодується однойменним геном, розташованим у людей на короткому плечі 8-ї хромосоми. Довжина поліпептидного ланцюга білка становить 494 амінокислот, а молекулярна маса — 56 898.
| 10         |  | 20         |  | 30         |  | 40         |  | 50         |
| ---------- |  | ---------- |  | ---------- |  | ---------- |  | ---------- |
| MLTSKGQGFL |  | HGGLCLWLCV |  | FTPFFKGCVG |  | CATEERLFHK |  | LFSHYNQFIR |
| PVENVSDPVT |  | VHFEVAITQL |  | ANVDEVNQIM |  | ETNLWLRHIW |  | NDYKLRWDPM |
| EYDGIETLRV |  | PADKIWKPDI |  | VLYNNAVGDF |  | QVEGKTKALL |  | KYNGMITWTP |
| PAIFKSSCPM |  | DITFFPFDHQ |  | NCSLKFGSWT |  | YDKAEIDLLI |  | IGSKVDMNDF |
| WENSEWEIID |  | ASGYKHDIKY |  | NCCEEIYTDI |  | TYSFYIRRLP |  | MFYTINLIIP |
| CLFISFLTVL |  | VFYLPSDCGE |  | KVTLCISVLL |  | SLTVFLLVIT |  | ETIPSTSLVV |
| PLVGEYLLFT |  | MIFVTLSIVV |  | TVFVLNIHYR |  | TPTTHTMPRW |  | VKTVFLKLLP |
| QVLLMRWPLD |  | KTRGTGSDAV |  | PRGLARRPAK |  | GKLASHGEPR |  | HLKECFHCHK |
| SNELATSKRR |  | LSHQPLQWVV |  | ENSEHSPEVE |  | DVINSVQFIA |  | ENMKSHNETK |
| EVEDDWKYVA |  | MVVDRVFLWV |  | FIIVCVFGTA |  | GLFLQPLLGN |  | TGKS       |

A: Аланін

C: Цистеїн

D: Аспарагінова кислота

E: Глутамінова кислота

F: Фенілаланін

G: Гліцин

H: Гістидин

I: Ізолейцин

K: Лізин

L: Лейцин

M: Метіонін

N: Аспарагін

P: Пролін

Q: Глутамін

R: Аргінін

S: Серин

T: Треонін

V: Валін

W: Триптофан

Кодований геном білок за функціями належить до рецепторів, іонних каналів. 
Задіяний у таких біологічних процесах, як транспорт іонів, транспорт, альтернативний сплайсинг. 
Локалізований у клітинній мембрані, мембрані, клітинних контактах, синапсах.